# Lista över NGC-objekt (1001–2000)
Detta är en partiell lista över objekten 1001–2000 i New General Catalogue (NGC).  Katalogen består huvudsakligen av stjärnhopar, nebulosor och galaxer.  Informationen om stjärnbilderna i listan kommer ur The Complete New General Catalogue and Index Catalogue of Nebulae and Star Clusters by J. L. E. Dreyer, som nåddes genom VizieR Service. Galaxernas typer har identifierats genom att använda NASA/IPAC Extragalactic Database. Övrigt data i tabellen kommer från SIMBAD Astronomical Database (webbsida: http://simbad.u-strasbg.fr/simbad/) om inget annat nämns.

## 1001–1100
| NGC-nummer | Andra namn                | Typ av objekt         | Stjärnbild | Rektascension (J2000) | Deklination (J2000) | Skenbar magnitud |
| ---------- | ------------------------- | --------------------- | ---------- | --------------------- | ------------------- | ---------------- |
| 1001       |                           | Galax                 | Andromeda  | 02t 39m 12.6s         | +41° 40′ 18″        | 14.7             |
| 1002       |                           | Stavgalax             | Perseus    | 02t 38m 55.6s         | +34° 37′ 20″        | 13.94            |
| 1003       |                           | Spiralgalax           | Perseus    | 02t 39m 16.9s         | +40° 52′ 20″        | 12               |
| 1004       |                           | Elliptisk galax       | Valfisken  | 02t 37m 41.8s         | +1° 58′ 31″         | 13.71            |
| 1005       |                           | Galax                 | Andromeda  | 02t 39m 29.2s         | +41° 29′ 20″        | 14.7             |
| 1006       |                           | Stavgalax             | Valfisken  | 02t 37m 34.8s         | -11° 01′ 30″        | 14.50            |
| 1007       |                           | Galax                 | Valfisken  | 02t 37m 52.2s         | +02° 09′ 22″        | 15.70            |
| 1008       |                           | Elliptisk galax       | Valfisken  | 02t 37m 55.3s         | +02° 04′ 47″        | 14.63            |
| 1009       |                           | Spiralgalax           | Valfisken  | 02t 38m 19.1s         | +02° 18′ 36″        | 15.21            |
| 1010       | Samma objekt som NGC 1006 | Stavgalax             | Valfisken  | 02t 37m 34.8s         | -11° 01′ 30″        | 14.50            |
| 1011       |                           | Elliptisk galax       | Valfisken  | 02t 37m 38.9s         | -11° 00′ 20″        | 13.3R            |
| 1012       |                           | Elliptisk-spiralgalax | Väduren    | 02t 39m 14.9s         | +30° 09′ 06″        | 13.00            |
| 1013       |                           | Galax                 | Valfisken  | 02t 37m 50.5s         | -11° 30′ 26″        | 14.97            |
| 1014       |                           | Dubbelstjärna         | Valfisken  | 02t 38m 00.8s         | -9° 34′ 24″         | ?                |
| 1015       |                           | Stavgalax             | Valfisken  | 02t 38m 11.50s        | -1° 19′ 08.0″       | 12.98            |
| 1016       |                           | Elliptisk galax       | Valfisken  | 02t 38m 19.60s        | +02° 07′ 10.0″      | 12.61            |
| 1017       |                           | Spiralgalax           | Valfisken  | 02t 37m 49.90s        | -11° 00′ 40.0″      | 14.5             |
| 1018       |                           | Stavgalax             | Valfisken  | 02t 38m 10.30s        | -09° 32′ 38.0″      | 15.38            |
| 1019       |                           | Stavgalax             | Valfisken  | 02t 38m 27.50s        | +01° 54′ 28.0″      | 14.34            |
| 1020       |                           | Elliptisk galax       | Valfisken  | 02t 38m 44.30s        | +02° 13′ 53.0″      | 15.14            |
| 1021       |                           | Stavgalax             | Valfisken  | 02t 38m 48.0s         | +02° 13′ 03″        | 15.02            |
| 1022       |                           | Stavgalax             | Valfisken  | 02t 38m 32.7s         | -06° 40′ 39″        | 12.09            |
| 1023       |                           | Linsformad stavgalax  | Perseus    | 02t 40m 24.0s         | +39° 03′ 48″        | 10.35            |
| 1024       |                           | Spiralgalax           | Väduren    | 02t 39m 11.9s         | +10° 50′ 49″        | 13.08            |
| 1025       |                           | Spiralgalax           | Pendeluret | 02t 36m 19.9s         | -54° 51′ 51″        | 13.84            |
| 1026       |                           | Spiralgalax           | Valfisken  | 02t 39m 19s           | 6° 32′ 40″          | 12.7             |
| 1032       |                           | Spiralgalax           | Valfisken  | 02t 39m 23.6s         | +01° 05′ 38″        | 12.64            |
| 1039       | Messier 34                | Öppen stjärnhop       | Perseus    | 02t 42m               | +42° 46′            | 5.4              |
| 1042       |                           | Spiralgalax           | Valfisken  | 02t 40m 23.6s         | -08° 25′ 59″        | 12.1             |
| 1049       |                           | Klotformig stjärnhop  | Ugnen      | 02t 39m 52.5s         | -34° 16′ 08″        | 13.6             |
| 1055       |                           | Spiralgalax           | Valfisken  | 02t 41m 45.3s         | +00° 26′ 32″        | 12.5             |
| 1068       | Messier 77                | Spiralgalax           | Valfisken  | 02t 42m 40.8s         | -00° 00′ 48″        | 8.9              |
| 1073       |                           | Spiralgalax           | Valfisken  | 02t 43m 40.6s         | +01° 22′ 34″        | 12.5             |
| 1087       |                           | Spiralgalax           | Valfisken  | 02t 46m 25.3s         | -00° 29′ 56″        | 11.4             |
| 1090       |                           | Spiralgalax           | Valfisken  | 02t 46m 33.7s         | -00° 14′ 49″        | 12.8             |
| 1097       |                           | Spiralgalax           | Ugnen      | 02t 46m 19.0s         | -30° 16′ 29″        | 10.2             |

## 1101–1200
| NGC-nummer | Andra namn                  | Typ av objekt       | Stjärnbild | Rektascension (J2000) | Deklination (J2000) | Skenbar magnitud |
| ---------- | --------------------------- | ------------------- | ---------- | --------------------- | ------------------- | ---------------- |
| 1111       |                             | Linsformad galax    | Väduren    | 02t 49m 50.7s         | +13° 08′ 43″        |                  |
| 1128       |                             | Elliptisk galax     | Valfisken  | 02t 57m 42.6s         | +06° 01′ 05″        | 15.5             |
| 1142       | (Samma objekt som NGC 1144) | Växelverkande galax | Valfisken  | 02t 55m 12.3s         | -00° 11′ 02″        | 13.2             |
| 1144       |                             | Växelverkande galax | Valfisken  | 02t 55m 12.3s         | -00° 11′ 02″        | 13.2             |
| 1156       |                             | Oregelbunden galax  | Väduren    | 02t 59m 42.3s         | +25° 14′ 15″        | 12.0             |
| 1187       |                             | Spiralgalax         | Eridanus   | 03t 02m 37.4s         | -22° 52′ 02″        | 11.4             |
| 1190       |                             | Linsformad galax    | Eridanus   | 03t 03m 26.4s         | -15° 39′ 45″        | 15.3             |

## 1201–1300
| NGC-nummer | Andra namn | Typ av objekt        | Stjärnbild | Rektascension (J2000) | Deklination (J2000) | Skenbar magnitud |
| ---------- | ---------- | -------------------- | ---------- | --------------------- | ------------------- | ---------------- |
| 1215       |            | Spiralgalax          | Eridanus   | 03t 07m 09.5s         | -09° 35′ 35″        | 14               |
| 1232       |            | Spiralgalax          | Eridanus   | 03t 09m 45.4s         | -20° 34′ 45″        | 10.7             |
| 1234       |            | Stavgalax            | Eridanus   | 03t 9m 39.1s          | -07° 50′ 47″        | 15.3g            |
| 1245       |            | Öppen stjärnhop      | Perseus    | 03t 15m               | +47° 15′            | 9.2              |
| 1253       |            | Spiralgalax          | Eridanus   | 03t 14m 09.1s         | -02° 49′ 22″        | 13               |
| 1261       |            | Klotformig stjärnhop | Pendeluret | 03t 12m 15.4s         | -55° 13′ 01″        | 9.8              |
| 1266       |            | Linsformad galax     | Eridanus   | 03t 16m 00.8s         | -02° 25′ 38″        | 14               |
| 1275       | Perseus A  | Elliptisk galax      | Perseus    | 03t 19m 48.2s         | +41° 30′ 42″        | 13.1             |
| 1277       |            | Linsformad galax     | Perseus    | 3t 19m 51.5s          | +41° 34′ 25″        |                  |
| 1291       |            | Spiralgalax          | Eridanus   | 03t 17m 18.4s         | -41° 06′ 57″        | 9.4              |
| 1300       |            | Stavgalax            | Eridanus   | 03t 19m 40.8s         | -19° 24′ 40″        | 11.2             |

## 1301–1400
| NGC-nummer | Andra namn                  | Typ av objekt        | Stjärnbild     | Rektascension (J2000) | Deklination (J2000) | Skenbar magnitud |
| ---------- | --------------------------- | -------------------- | -------------- | --------------------- | ------------------- | ---------------- |
| 1309       |                             | Spiralgalax          | Eridanus       | 03t 22m 06.5s         | -15° 24′ 02″        | 12.1             |
| 1310       |                             | Spiralgalax          | Ugnen          | 03t 21m 03.5s         | -37° 06′ 07″        | 12.5             |
| 1313       |                             | Spiralgalax          | Rombiska nätet | 03t 18m 15.4s         | -66° 29′ 50″        | 9.4              |
| 1316       | Fornax A                    | Linsformad galax     | Ugnen          | 03t 22m 41.5s         | -37° 12′ 34″        | 9.7              |
| 1317       | Fornax B                    | Spiralgalax          | Ugnen          | 03t 22m 44.8s         | -37° 06′ 01″        | 11.9             |
| 1318       | (Samma objekt som NGC 1317) | Spiralgalax          | Ugnen          | 03t 22m 44.8s         | -37° 06′ 01″        | 11.9             |
| 1333       |                             | Diffus nebulosa      | Perseus        | 03t 29m 02s           | +31° 21′            | 10.9             |
| 1337       |                             | Spiralgalax          | Eridanus       | 03t 28m 06.0s         | -08° 23′ 18″        | 12.5             |
| 1350       |                             | Spiralgalax          | Ugnen          | 03t 31m 08.1s         | -33° 37′ 43″        | 11.5             |
| 1357       |                             | Spiralgalax          | Eridanus       | 03t 33m 17.0s         | -13° 39′ 48″        | 12.4             |
| 1358       |                             | Spiralgalax          | Eridanus       | 03t 33m 39.7s         | -05° 05′ 22″        | 14               |
| 1359       |                             | Oregelbunden galax   | Eridanus       | 03t 33m 47.7s         | -19° 29′ 31″        | 13.0             |
| 1360       |                             | Planetarisk nebulosa | Ugnen          | 03t 33m 14.6s         | -25° 52′ 18″        | 11.0             |
| 1361       |                             | Elliptisk galax      | Eridanus       | 03t 34m 17.8s         | -06° 15′ 54″        | 13.8             |
| 1362       |                             | Linsformad galax     | Eridanus       | 03t 33m 53.1s         | -20° 16′ 58″        | 14.2             |
| 1363       |                             | Galax                | Eridanus       | 03t 34m 53.4s         | -09° 52′ 38″        |                  |
| 1364       |                             | Galax                | Eridanus       | 03t 34m 58.8s         | -09° 50′ 19″        | 15.4             |
| 1365       |                             | Stavgalax            | Ugnen          | 03t 33m 36.3s         | -36° 08′ 28″        | 10.3             |
| 1377       |                             | Linsformad galax     | Eridanus       | 03t 36m 39.0s         | -20° 54′ 06″        | 13.8             |
| 1381       |                             | Linsformad galax     | Ugnen          | 03t 36m 31.8s         | -35° 17′ 48″        | 12.3             |
| 1399       |                             | Elliptisk galax      | Ugnen          | 03t 38m 29.3s         | -35° 27′ 01″        | 10.3             |
| 1400       |                             | Linsformad galax     | Eridanus       | 03t 39m 30.7s         | -18° 41′ 18″        | 12.3             |

## 1401–1500
| NGC-nummer | Andra namn                                  | Typ av objekt       | Stjärnbild  | Rektascension (J2000) | Deklination (J2000) | Skenbar magnitud |
| ---------- | ------------------------------------------- | ------------------- | ----------- | --------------------- | ------------------- | ---------------- |
| 1404       |                                             | Elliptisk galax     | Ugnen       | 03t 38m 52.2s         | -35° 35′ 42″        | 10.9             |
| 1409       |                                             | Växelverkande galax | Oxen        | 03t 41m 10.4s         | -01° 18′ 09″        | 14.7             |
| 1410       |                                             | Växelverkande galax | Oxen        | 03t 41m 10.8s         | -01° 17′ 56″        | 14               |
| 1427       |                                             | Elliptisk galax     | Ugnen       | 03t 42m 19.3s         | -35° 23′ 41″        | 11.8             |
| 1427A      |                                             | Oregelbunden galax  | Ugnen       | 03t 40m 09.4s         | -35° 37′ 46″        | 14.2             |
| 1432       | Maianebulosan (Befinner sig i Plejaderna)   | Diffus nebulosa     | Oxen        | 03t 46m               | +24°                |                  |
| 1435       | Meropenebulosan (Befinner sig i Plejaderna) | Diffus nebulosa     | Oxen        | 03t 46m               | +24°                | 13               |
| 1482       |                                             | Linsformad galax    | Eridanus    | 03t 54m 38.9s         | -20° 30′ 08″        | 13.3             |
| 1491       |                                             | Diffus nebulosa     | Perseus     | 04t 03m 21s           | +51° 18.9′ 11.3″    |                  |
| 1499       | Kalifornienebulosan                         | Diffus nebulosa     | Perseus     | 04t 03m 18s           | +36° 25′            | 4.1              |
| 1500       |                                             | Linsformad galax    | Svärdfisken | 03t 58m 14.0s         | -52° 19′ 44″        | 15.2             |

## 1501–1600
| NGC-nummer | Andra namn     | Typ av objekt         | Stjärnbild        | Rektascension (J2000) | Deklination (J2000) | Skenbar magnitud |
| ---------- | -------------- | --------------------- | ----------------- | --------------------- | ------------------- | ---------------- |
| 1501       |                | Planetarisk nebulosa  | Giraffen          | 04t 06m 59.2s         | +60° 55′ 14″        | 15.2             |
| 1502       |                | Öppen stjärnhop       | Giraffen          | 04t 08m               | +62° 20′            | 7.5              |
| 1510       |                | Linsformad galax      | Pendeluret        | 04t 03m 32.4s         | -43° 24′ 03″        | 13.5             |
| 1511       |                | Spiralgalax           | Lilla vattenormen | 03t 59m 35.7s         | -67° 38′ 06″        | 12.1             |
| 1512       |                | Spiralgalax           | Pendeluret        | 04t 03m 54.3s         | -43° 20′ 56″        | 11.5             |
| 1513       |                | Öppen stjärnhop       | Perseus           | 04t 11m               | +49° 31′            | 8.7              |
| 1514       |                | Planetarisk nebulosa  | Oxen              | 04t 09m 17.0s         | +30° 46′ 33″        | 10.0             |
| 1515       |                | Spiralgalax           | Svärdfisken       | 04t 04m 02.9s         | -54° 06′ 10″        | 11.83            |
| 1530       |                | Spiralgalax           | Giraffen          | 04t 23m 27.0s         | +75° 17′ 46″        | 13.4             |
| 1531       |                | Linsformad galax      | Eridanus          | 04t 11m 59.2s         | -32° 51′ 03″        | 12.9             |
| 1532       |                | Spiralgalax           | Eridanus          | 04t 12m 04.3s         | -32° 52′ 27″        | 10.7             |
| 1533       |                | Linsformad galax      | Svärdfisken       | 04t 09m 51.5s         | -56° 07′ 10″        | 11.9             |
| 1534       |                | Spiralgalax           | Rombiska nätet    | 04t 08m 46.0s         | -62° 47′ 45″        | 12               |
| 1535       |                | Planetarisk nebulosa  | Eridanus          | 04t 14m 15.8s         | -12° 44′ 22″        | 11.6             |
| 1553       |                | Linsformad galax      | Svärdfisken       | 04t 16m 10.5s         | -55° 46′ 49″        | 10.3             |
| 1555       | Hinds nebulosa | Herbig-Haro-objekt    | Oxen              | 04t 21m 57.1s         | +19° 32′ 07″        |                  |
| 1559       |                | Spiralgalax           | Rombiska nätet    | 04t 17m 37.3s         | -62° 47′ 03″        | 10.9             |
| 1560       |                | Spiralgalax           | Giraffen          | 04t 32m 47.7s         | +71° 52′ 46″        | 12.1             |
| 1566       |                | Spiralgalax           | Svärdfisken       | 04t 20m 00.6s         | -54° 56′ 17″        | 10.2             |
| 1567       |                | Linsformad galax      | Gravstickeln      | 04t 21m 09.0s         | -48° 15′ 17″        |                  |
| 1568       |                | Växelverkande galaxer | Eridanus          | 04t 24m 25.4s         | -00° 44′ 48″        | 14.9             |
| 1569       |                | Oregelbunden galax    | Giraffen          | 04t 30m 49.3s         | +64° 50′ 53″        | 11.8             |
| 1579       |                | Diffus nebulosa       | Perseus           | 04t 30m 09.5s         | +35° 16′ 19″        |                  |

## 1601–1700
| NGC-nummer | Andra namn | Typ av objekt   | Stjärnbild  | Rektascension (J2000) | Deklination (J2000) | Skenbar magnitud |
| ---------- | ---------- | --------------- | ----------- | --------------------- | ------------------- | ---------------- |
| 1637       |            | Spiralgalax     | Eridanus    | 04t 41m 28.1s         | -02° 51′ 29″        | 11.2             |
| 1672       |            | Spiralgalax     | Svärdfisken | 04t 45m 42.1s         | -59° 14′ 56″        | 11.0             |
| 1700       |            | Elliptisk galax | Eridanus    | 04t 56m 56.3s         | -04° 51′ 52″        | 12               |

## 1701–1800
| NGC-nummer | Andra namn                                | Typ av objekt    | Stjärnbild  | Rektascension (J2000) | Deklination (J2000) | Skenbar magnitud |
| ---------- | ----------------------------------------- | ---------------- | ----------- | --------------------- | ------------------- | ---------------- |
| 1705       |                                           | Linsformad galax | Målaren     | 04t 54m 13.7s         | -53° 21′ 40″        | 12.8             |
| 1714       | (Befinner sig i Stora magellanska molnet) | Öppen stjärnhop  | Svärdfisken | 04t 52m 08.4s         | -66° 55′ 23″        | 11.5             |
| 1715       | (Befinner sig i Stora magellanska molnet) | Diffus nebulosa  | Svärdfisken | 04t 52m 10s           | -66° 54′            |                  |
| 1725       |                                           | Linsformad galax | Eridanus    | 04t 59m 22.9s         | -11° 07′ 58″        | 13               |
| 1784       |                                           | Spiralgalax      | Haren       | 05t 05m 26.7s         | -11° 52′ 21″        | 12               |
| 1788       |                                           | Diffus nebulosa  | Orion       | 05t 06m 54s           | -03° 21′            | 5.8              |

## 1801–1900
| NGC-nummer | Andra namn                                | Typ av objekt        | Stjärnbild  | Rektascension (J2000) | Deklination (J2000) | Skenbar magnitud |
| ---------- | ----------------------------------------- | -------------------- | ----------- | --------------------- | ------------------- | ---------------- |
| 1808       |                                           | Spiralgalax          | Duvan       | 05t 07m 42.3s         | -37° 30′ 46″        | 10.7             |
| 1818       |                                           | Klotformig stjärnhop | Svärdfisken | 05t 04m 13.8s         | -66° 26′ 02″        | 9.7              |
| 1850       | (Befinner sig i Stora magellanska molnet) | Öppen stjärnhop      | Svärdfisken | 05t 08m 45.8s         | -68° 45′ 39″        | 8.8              |
| 1851       |                                           | Klotformig stjärnhop | Duvan       | 05t 14m 06.3s         | -40° 02′ 50″        | 8.8              |
| 1857       |                                           | Öppen stjärnhop      | Kusken      | 05t 20m               | +39° 21′            | 8.1              |
| 1872       |                                           | Öppen stjärnhop      | Svärdfisken | 05t 13m 11.7s         | -69° 18′ 45″        | 11.4             |
| 1893       |                                           | Öppen stjärnhop      | Kusken      | 05t 22m 44s           | 33° 24′ 42″         | 14.38            |

## 1901–2000
| NGC-nummer | Andra namn                      | Typ av objekt        | Stjärnbild   | Rektascension (J2000) | Deklination (J2000) | Skenbar magnitud |
| ---------- | ------------------------------- | -------------------- | ------------ | --------------------- | ------------------- | ---------------- |
| 1904       | Messier 79                      | Klotformig stjärnhop | Haren        | 05t 24m 10.6s         | -24° 31′ 27″        | 9.2              |
| 1907       |                                 | Öppen stjärnhop      | Kusken       | 05t 28m 06s           | +35° 20′            | 8.9              |
| 1912       | Messier 38                      | Öppen stjärnhop      | Kusken       | 05t 28m 43s           | +35° 51′            | 6.7              |
| 1931       |                                 | Öppen stjärnhop      | Kusken       | 05t 31m 26.6s         | +34° 14′ 58″        | 10.1             |
| 1946       |                                 | Öppen stjärnhop      | Svärdfisken  | 05t 25m 15s           | -66° 24′            | 12.7             |
| 1948       |                                 | Stjärnassociation    | Svärdfisken  | 05t 24m 20.0s         | -66° 24′ 12″        | 10.8             |
| 1952       | Messier 1; Krabbnebulosan       | Supernovarest        | Oxen         | 05t 34m 32.0s         | +22° 00′ 52″        | 8.4              |
| 1960       | Messier 36                      | Öppen stjärnhop      | Kusken       | 05t 36m 12s           | +34° 08′            | 6.1              |
| 1961       |                                 | Spiralgalax          | Giraffen     | 05t 42m 05.4s         | +69° 22′ 42″        | 12.2             |
| 1973       |                                 | Diffus nebulosa      | Orion        | 05t 35m               | -04° 44′            | 7                |
| 1974       |                                 | Öppen stjärnhop      | Svärdfisken  | 05t 27m 59.0s         | -67° 25′ 27″        | 10.3             |
| 1975       |                                 | Nebulosa             | Orion        | 05t 35m               | -05° 23′            | 7                |
| 1976       | Messier 42; Orionnebulosan      | Diffus nebulosa      | Orion        | 05t 35m 17.3s         | -05° 23′ 28″        | 5                |
| 1977       |                                 | Öppen stjärnhop      | Orion        | 05t 35m 15.0s         | -04° 53′ 12″        | 7                |
| 1978       |                                 | Klotformig stjärnhop | Svärdfisken  | 05t 28m 45.0s         | -66° 14′ 14″        | 10.7             |
| 1980       |                                 | Öppen stjärnhop      | Orion        | 05t 35m               | -05° 55′            | 2.5              |
| 1981       |                                 | Öppen stjärnhop      | Orion        | 05t 35m               | -04° 24′            | 4.2              |
| 1982       | Messier 43; de Mairans nebulosa | Diffus nebulosa      | Orion        | 05t 35m 31s           | -05° 16′            | 9                |
| 1986       |                                 | Öppen stjärnhop      | Taffelberget | 05t 27m 37.7s         | -69° 58′ 14″        | 11.3             |
| 1988       |                                 | Stjärna              | Oxen         | 05t 38m               | +21° 14′            |                  |
| 1992       |                                 | Spiralgalax          | Duvan        | 05t 34m 32.0s         | -30° 53′ 46″        |                  |
| 1996       |                                 | Öppen stjärnhop      | Oxen         | 05t 38m               | +25° 46′            |                  |
| 1997       |                                 | Öppen stjärnhop      | Svärdfisken  | 05t 30m 34s           | -63° 12.2′ 14.3″    |                  |
| 1998       |                                 | Linsformad galax     | Målaren      | 05t 33m 15.2s         | -48° 41′ 42″        |                  |
| 1999       |                                 | Diffus nebulosa      | Orion        | 05t 36m 27s           | -06° 43′            | 9.5              |
| 2000       |                                 | Öppen stjärnhop      | Taffelberget | 05t 27m 30s           | -71° 53′            | 12.3             |

### Fotnoter
1. 1 2 3 4 5  R. W. Sinnott, editor (1988). The Complete New General Catalogue and Index Catalogue of Nebulae and Star Clusters by J. L. E. Dreyer. Sky Publishing Corporation and Cambridge University Press. ISBN 0-933346-51-4
2. ↑  G. de Vaucouleurs, A. de Vaucouleurs, H. G. Corwin, R. J. Buta, G. Paturel, P. Fouque (1991). Third Reference Catalogue of Bright Galaxies. New York: Springer-Verlag
3. 1 2 3 4 5  ”NASA/IPAC Extragalactic Database”. Results for various objects. http://nedwww.ipac.caltech.edu/.